# Kojtjärnen, Norrbotten
Kojtjärnen är en sjö i Bodens kommun i Norrbotten och ingår i Luleälvens huvudavrinningsområde. Sjöns area är 0,022 kvadratkilometer och den är belägen 230 meter över havet.